# Třída Hydra
Třída Hydra je třída víceúčelových fregat řeckého námořnictva. Jedná se o německou modulární konstrukci typové řady MEKO 200 loděnice Blohm + Voss, označenou MEKO 200 HN. K roku 2024 zůstávaly všechny čtyři jednotky v aktivní službě. Zároveň byla připravována jejich dlouho dokládaná modernizace.

## Stavba

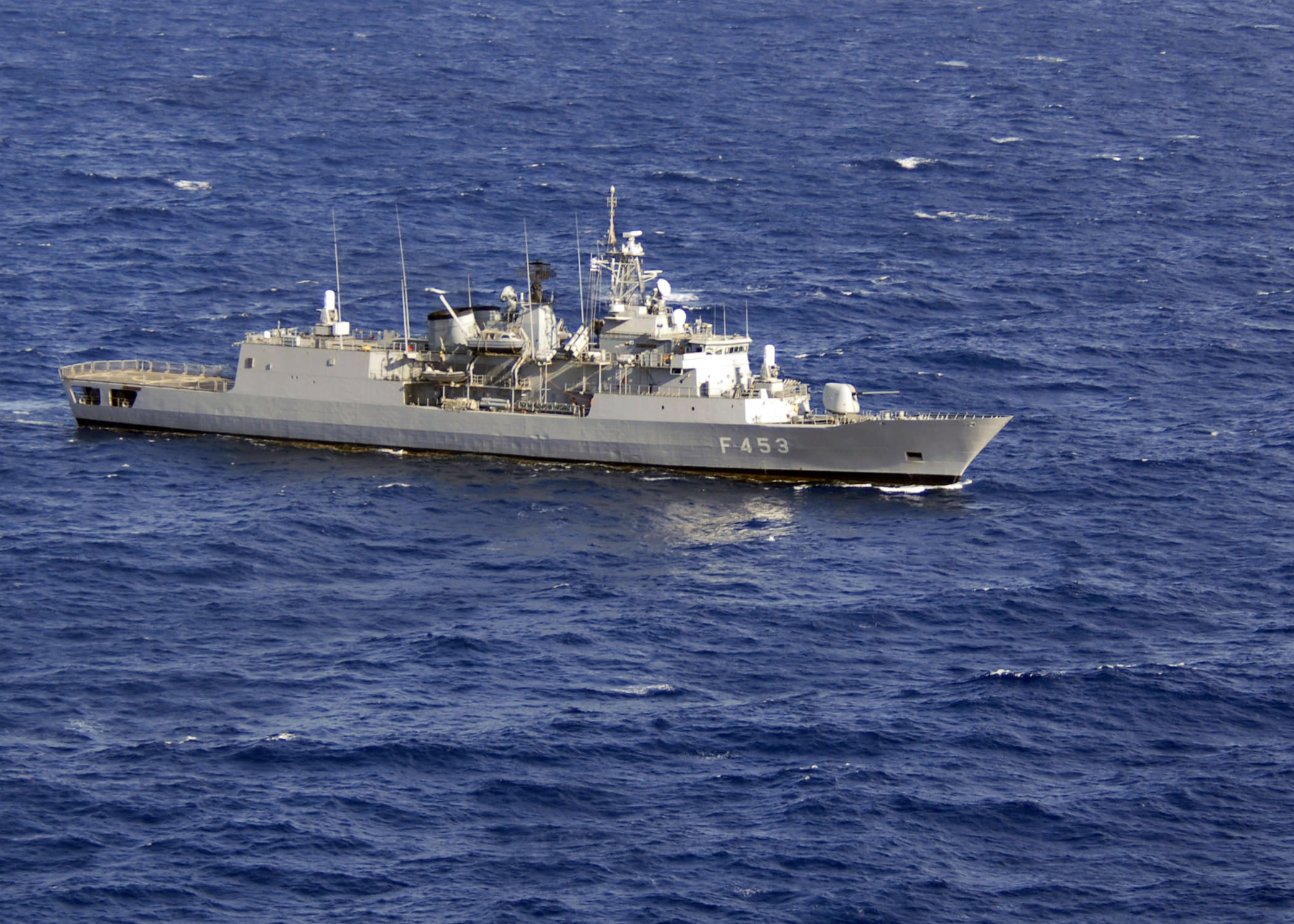
Spetsai (F-453)

Na počátku 80. let tvořily jádro řeckého námořnictva modernizované americké druhoválečné torpédoborce. Řecko zakoupilo dvě fregaty nizozemské třídy Kortenaer a plánovalo jejich licenční stavbu v domácích loděnicích, zabránil tomu však nedostatek financí. Následně bylo rozhodnuto pořídit levnější plavidla, přičemž byl roku 1988 vybrán německý typ MEKO 200. Neuspěla italská třída Lupo a britský Typ 12I Leander. Fregaty MEKO své konkurenty překonávaly svými výkony, díky modulární konstrukci byla snazší jejich výroba a Řecko navíc získalo výhodné offsety. Roku 1989 byly objednány čtyři fregaty této třídy. Dostaly jména Hydra (F-452), Spetsai (F-453), Psara (F-454) a Salamis (F-455). První kus postavila německá loděnice Blohm + Voss v Hamburku, přičemž další tři postavila řecká loděnice Hellenic Shipyards Skaramanga. Celá čtveřice byla stavěna v letech 1990–1998. Stavba trojice jednotek loděnicí Hellenic Shipyards nabrala značné zpoždění kvůli finančním problémům této loděnice. Další dvě požadované fregaty nebyly postaveny, protože Řecko výhodně získalo nizozemské fregaty třídy Kortenaer.
Jednotky třídy Hydra:
| Jméno           | Loděnice                       | Zahájení stavby   | Spuštění na vodu  | Zařazena do služby | Status  |
| --------------- | ------------------------------ | ----------------- | ----------------- | ------------------ | ------- |
| Hydra (F-452)   | Blohm + Voss, Hamburk          | 17. prosince 1990 | 25. června 1991   | 12. listopadu 1992 | aktivní |
| Spetsai (F-453) | Hellenic Shipyards, Skaramanga | 11. srpna 1992    | 9. prosince 1993  | 24. říjn 1996      | aktivní |
| Psara (F-454)   | Hellenic Shipyards, Skaramanga | 9. prosince 1993  | 20. prosince 1994 | 30. dubna 1998     | aktivní |
| Salamis (F-455) | Hellenic Shipyards, Skaramanga | 20. prosince 1994 | 15. května 1997   | 16. prosince 1998  | aktivní |

## Konstrukce

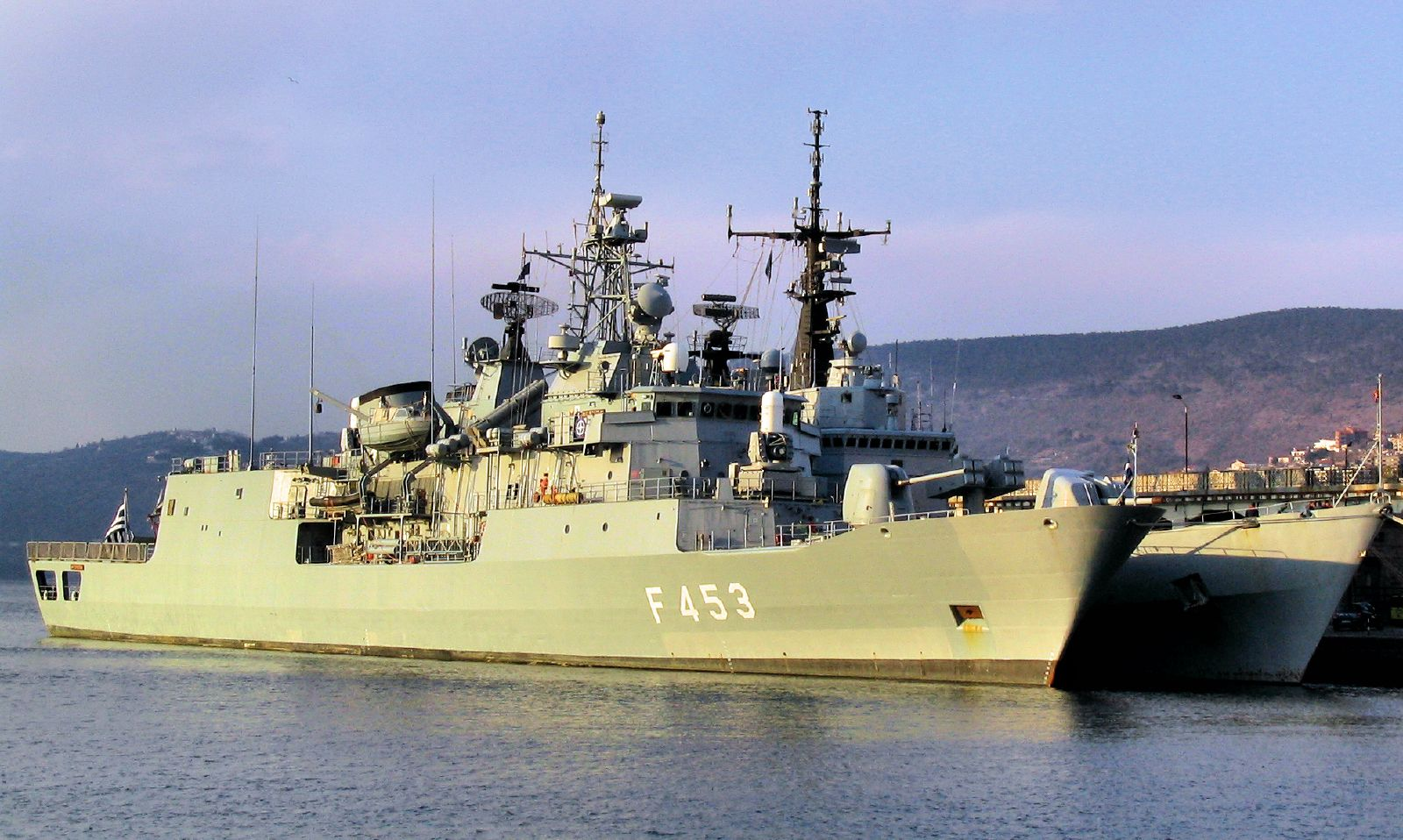
Spetsai (F-453)

V dělové věži na přídi je jeden americký 127mm kanón Mk.45, který doplňují dva 20mm systémy blízké obrany Phalanx Block 1. K ničení vzdušných cílů slouží šestnáctinásobné vertikální vypouštěcí silo Mk.48 pro protiletadlové řízené střely Sea Sparrow, umístěné mezi komínem a hangárem. Ve středu plavidla jsou umístěny dva čtyřnásobné kontejnery Mk.141 pro protilodní střely RGM-84C Harpoon. Protiponorkovou výzbroj tvoří dva trojhlavňové 324mm torpédomety Mk.32. Na zádi se nachází přistávací plocha a hangár pro jeden vrtulník S-70B-6 Seahawk. Jeho provoz na rozbouřeném moři usnadňuje systém ASIST. Vrtulník může kromě vlastní výzbroje pomoci navádět střely Harpoon za hranicí radiolokačního horizontu, díky čemuž lze využít jejich plný dosah.
Pohonný systém je koncepce CODOG. Pro ekonomickou plavbu slouží dva diesely MTU 20V956 TB82 o celkovém výkonu 7600 kW, přičemž v bojové situaci lodě pohání dvě plynové turbíny General Electric LM2500 o celkovém výkonu 44 600 kW. Lodní šrouby jsou dva. Nejvyšší rychlost dosahuje 32 uzlů. Dosah je 4100 námořních mil při rychlosti 18 uzlů.

### Modernizace
Střednědobá modernizace fregat byla plánována od konce první dekády 21. století, kvůli nedostatku financí ale byla opakovaně odkládána. Několik menších vylepšení ale fregaty v minulosti prodělaly. Jednalo se o modernizaci střeleckého radaru Thales STIR, integraci vylepšených vertikálních sil Mk.48, vylepšení komunikačních systémů, instalaci navigačního radaru TRANSAS a elektro-optického senzoru Miltech TDR-10A.
V dubnu 2023 řecký parlament odsouhlasil uskutečnění modernizačního programu v hodnotě 600 milionů euro, který by životnost čtyř fregat prodloužil o 15–20 let. Program není označen jako střednědobá modernizace, ale Capability Upgrade, takže jeho rozsah bude menší. Dne 12. prosince 2023 společnosti ThyssenKrupp Marine Systems a Thales uzavřely dohodu o vytvoření konsorcia na prodloužení životnosti řeckých fregat. Objednávku očekávací v průběhu roku 2024. ThyssenKrupp Marine Systems by měl zajistit modernizaci platforem, společnost Hagenuk Marinekommunikation (součást Atlas Elektronik) komunikační systémy a Thales derivát bojového řídícího systému TACTICOS. Zapojeny mají být i řecké loděnice.
Fregaty byly v souvislosti s nasazením v operaci Aspides, reagující na krizi v Rudém moři, vybaveny řeckým protidronovým systémem KENTAVROS.

## Služba

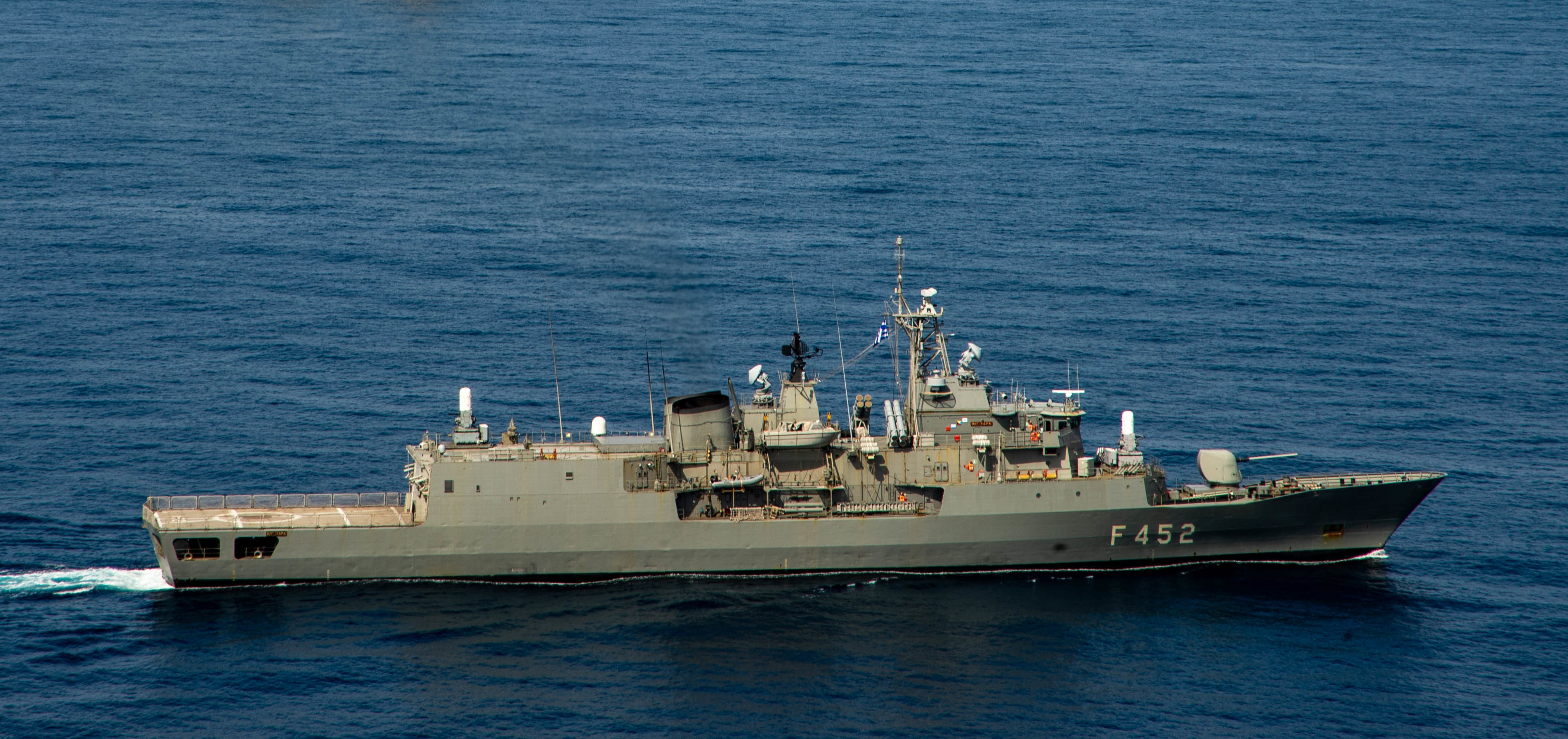
Fregata Hydra v roce 2022

Na konci února 2024 byla fragata Hydra vyslána do Rudého moře, kde se připojila k plavidlům mezinárodní koalice, chránícím v rámci Operace Prosperity Guardian námořní obchod proti útokům jemenských Hútíů. Dle serveru DefenceNews se fregata během tohoto nasazení setkala s technologickými obtížemi a její schopnosti negativně ovlivňovalo zastaralé vybavení. Z mise se Hydra vrátila 19. června 2024, přičemž ve stejný den do Rudého moře vyplují její sesterská fregata Psara. Dne 8. července 2024 Psara sestřelila hútijský dron.